# Typ 035
Der Typ 035 (nach NATO-Codename als Ming-Klasse bezeichnet) ist eine Klasse von U-Booten der Marine der Volksrepublik China.

## Geschichte

### Entwicklungsgeschichte und Bau
Im Rahmen des 1950 geschlossenen chinesische-Sowjetischen Freundschaftsvertrages wurden der Volksrepublik China durch die Sowjetunion die Konstruktionsunterlagen der U-Bootklasse des Projekt 633 (nach NATO-Codename als Romeo-Klasse bezeichnet) übergeben. Von diesem fertigte China bis 1984 84 Boote, als Typ 033 bezeichnet. Anfang der 1970er Jahre führte Chinas Bestreben, eine eigene U-Boot-Industrie aufzubauen, dazu, dass das Wuhan Ship Development and Design Institute (Institut 701) mit der Entwicklung eines verbesserten U-Bootentwurfs auf der Grundlage des Typ 033 beauftragt, von welchem 1974 zwei Boote in Dienst gestellt wurden. Da der Entwurf aber nicht überzeugte, musste er überarbeitet werden. Von dieser Variante auch als Typ 035A wurden in den 1980er vier Boote gebaut.
In den 1990er Jahren wurden weitere zwölf Boote eines weiterentwickelten Entwurfs Typ 035G – verbesserte Lärmreduzierung, Bewaffnung, Sensoren und Lebensstandard der Besatzung – gebaut. Diesen folgten in den Jahren 2000 bis 2003 fünf weitere Boote des Typ 035B. Diese verfügten über einen neugestalteten Rumpf und Turm, mit der sie im Aussehen der neuen U-Bootklasse des Typ 039 sehr nahe kommen.

### Einsätze
Das Boot Changcheng 361 aus dieser Klasse havarierte im April 2003. 70 Besatzungsmitglieder starben vermutlich infolge einer Chlorgas- oder Kohlenstoffmonoxidvergiftung.

## Export
- Bangladesch – Im Jahr 2013 bestellte die Marine von Bangladesch zwei gebrauchte Boote des Typ 035G im Wert von 203 Mio. USD. Diese Boote wurden am 14. November 2016 ausgeliefert und als erste U-Boote der Marine mit den Namen BNS Nabajatra und BNS Joyjatra am 12. März 2017 in Dienst gestellt.[3]
- Myanmar – Am 24. Dezember 2021 stellte die Marine von Myanmar ein gebraucht erworbenen U-Boot des Typ 035B mit dem Namen UMS Minye Kyaw Htin in Dienst.[4]

## Technische Ausstattung
Die Hauptbewaffnung der Klasse besteht aus 533-mm-Torpedos, die über sechs nach vorn und zwei nach achtern ausgerichtete Torpedorohre verschossen werden können. Insgesamt können 16 Torpedos mitgeführt werden.
Obwohl sie wegen der enormen Lärmentwicklung und ihres Alters weitgehend aus der chinesischen Marine ausgemustert wurden, standen 2007 noch immer Boote der Klasse im Dienst der Marine. Einige dieser Boote verfügen bereits über eine schallabsorbierende Beschichtung und Seitenantennensonar (FAS).
Von den ersten Booten der Ming-Klasse wird jedoch angenommen, dass sie über die älteren Sonarsysteme des Projekt 633 verfügten, wie sie von der Sowjetunion verwendet wurden. Dazu gehörten ein Feniks-M-Aktiv-Sonar und ein System zur Zielerfassung und Verfolgung vom Typ Artika. Zur Suche an der Wasseroberfläche war ein einfaches Radar mit einer effektiven Reichweite von etwa 10 Seemeilen vorhanden.